# Centronycteris
Centronycteris és un gènere de ratpenats de la família dels embal·lonúrids.

## Taxonomia
Comprèn les següents espècies:
- Ratpenat de Maximilià (Centronycteris maximiliani)
- Centronycteris centralis